# Epania praestans
Epania praestans là một loài bọ cánh cứng trong họ Cerambycidae.